# 国鉄シキ150形貨車
国鉄シキ150形貨車（こくてつシキ150がたかしゃ）は、1941年（昭和16年）8月に日本車輌製造支店で3両が製造された60 トン積み落し込み式大物車である。番号はシキ150 - シキ152と振られていた。私有貨車で、鉄道省、後に日本国有鉄道（国鉄）に車籍を編入していた。
第二次世界大戦に際して、石油の不足を補うために石炭を液化して人造石油を製造することが計画され、北海道の滝川に北海道人造石油が設立され、工場が建設された。本形式は、人造石油生産に必要とされる合成炉をメーカーから人造石油工場まで輸送するために製造された。合成炉の生産は三井造船玉野事業所で行われており、宇野駅から滝川駅まで多数の合成炉の輸送が行われていた。
車体は全長17,120 mmで、台車はアーチバー式の2軸ボギー台車TR20を4台備えた合計8軸の構成であった。2台の台車の間に枕枠を渡し、その上に魚腹形の荷受梁を載せた、2-2-2-2軸複式ボギーである。積荷の合成炉は円筒状で、直径2,780 mm、長さ7,065 mmあり、これを横倒しにして荷受梁の落し込み部に搭載していた。ブレーキはKD203形であった。
所有は北海道人造石油で、常備駅は滝川駅であった。1949年（昭和24年）3月に日本人造石油、同年9月に滝川化学工業、1952年（昭和27年）6月に運輸機材と所有者が変化した。またこの頃タンク車に改造する計画が立てられ、実際にシキ151はタキ300形のタキ1305・タキ1306となった。しかし他の2両の改造は中止となり、1954年（昭和29年）1月30日に所有者の造機車輌への社名変更の後、1957年度（昭和32年度）に国鉄に買い上げられて国鉄貨車となった。1972年度（昭和47年度）に廃車となった。